# Nilus Chaos
Il Nilus Chaos è una struttura geologica della superficie di Marte.